# Вільям Гольперт
Вільям Гольперт (нім. William Holpert; 11 червня 1914, Лондон — 14 березня 1945, Кельтське море) — німецький офіцер-підводник, оберлейтенант-цур-зее крігсмаріне.

## Біографія
В 1934 році вступив на флот. З жовтня 1939 року — сигнальник на легкому крейсері «Карлсруе». В квітні-червні 1940 року — вахтовий лейтенант при офіцері зв'язку ВМС в Кілі, після чого пройшов додаткову підготовку і служив вахтовим офіцером на підводних човнах. В січні-березні 1944 року пройшов курс командира човна. З 25 квітня 1944 року — командир підводного човна U-1021. 20 лютого 1945 року вийшов у свій перший і останній похід. 14 березня U-1021 підірвався на британському мінному полі HW A3, встановленому 3 грудня 1944 року британським загороджувачем «Аполло». Всі 43 члени екіпажу загинули.

## Звання
- Лейтенант-цур-зее (1 жовтня 1942)
- Оберлейтенант-цур-зее (1 жовтня 1943)

## Нагороди
- Медаль «За вислугу років у Вермахті» 4-го класу (4 роки)
- Нагрудний знак флоту (13 серпня 1942)